# Tronco (anatomía)

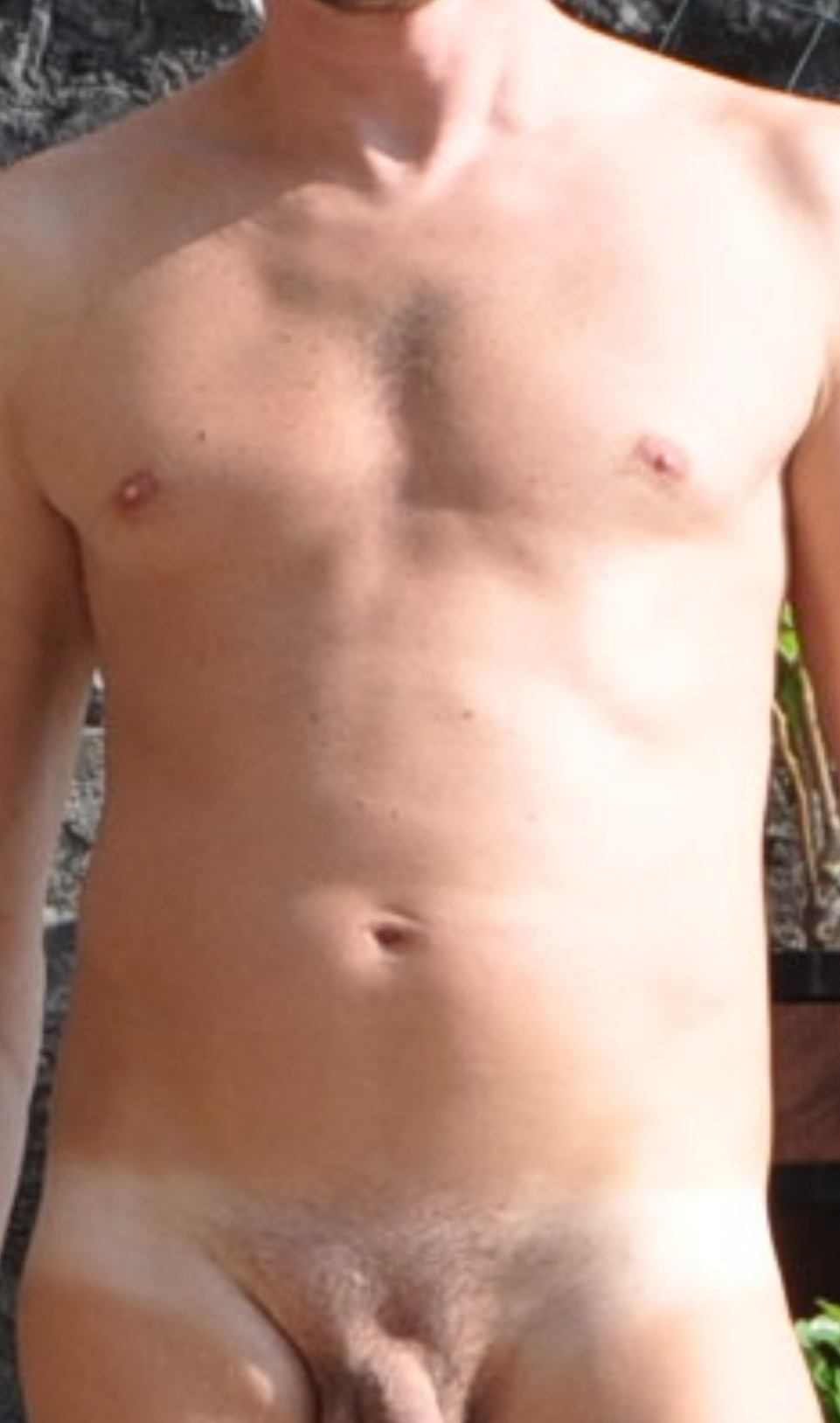
Tronco humano masculino

En anatomía humana el tronco o torso es una de las partes fundamentales del cuerpo junto a la cabeza y miembros. En su parte superior se encuentra la cabeza, y de sus lados salen los miembros superiores o torácicos arriba, y los miembros inferiores o pelvianos abajo.
Tanto desde un punto de vista topográfico como funcional, el esqueleto del tronco se organiza en columna vertebral y tórax:
- Columna vertebral

Eje fundamental del cuerpo, central y posterior.
- Tórax

Caja ósea elástica que contiene los pulmones y corazón, y en cuya parte superior se fijan los miembros superiores o torácicos mediante la cintura escapular, primer segmento del miembro correspondiente. Es decir, la cintura escapular no pertenece al tórax.
El tórax lo forman:
1. Porción dorsal de la columna vertebral, por detrás.
2. El esternón, delante y arriba, en el centro.
3. Las costillas, por detrás, delante y a los lados.

El tronco aloja los órganos del aparato cardiopulmonar (el corazón, los pulmones y los grandes vasos), lo mismo que los órganos responsables de la digestión (el estómago, y el intestino) y sus glándulas anejas (el hígado y el páncreas). Asimismo contiene el aparato urinario (los riñones y la vejiga), y los aparatos reproductores, tanto masculino como femenino
Los límites son:
- En la parte superior. El plano del cuello que forman los anacronios (derecho e izquierdo), el punto supraesternal y el punto de la vértebra prominente o espinal.
- En la parte inferior. El plano de las extremidades inferiores formado por el surco subglúteo y la parte más baja de los genitales externos.
- A los lados. Lo separa de las extremidades inferiores los planos que forman los anacronios, y los vértices internos de la pirámide, formada a su vez por el anacronio (vértice superior), el brazo (cara externa), el tórax (cara interna), el omóplato (cara posterior) y el pectoral (cara anterior).

El límite tóracoabdominal está formado por el plano que pasa por la apófisis xifoides del esternón, la apófisis espinosa de la 12D, y las arcadas costales.